# Bazailles
Bazailles ist eine französische Gemeinde mit 148 Einwohnern (Stand 1. Januar 2022) im Département Meurthe-et-Moselle in der Region Grand Est (vor 2016 Lothringen). Sie gehört zum Arrondissement Val-de-Briey und ist Mitglied im Gemeindeverband Communauté de communes Terre Lorraine du Longuyonnais.

## Geographie
Bazailles liegt etwa 28 Kilometer westnordwestlich von Thionville und 15 Kilometer südlich von Longwy nahe dem Grenzgebiet zu Belgien und Luxemburg. Umgeben wird Bazailles von den Nachbargemeinden Baslieux im Norden, Ville-au-Montois im Osten, Joppécourt im Südosten, Mercy-le-Bas im Süden sowie Boismont im Westen.

## Bevölkerungsentwicklung

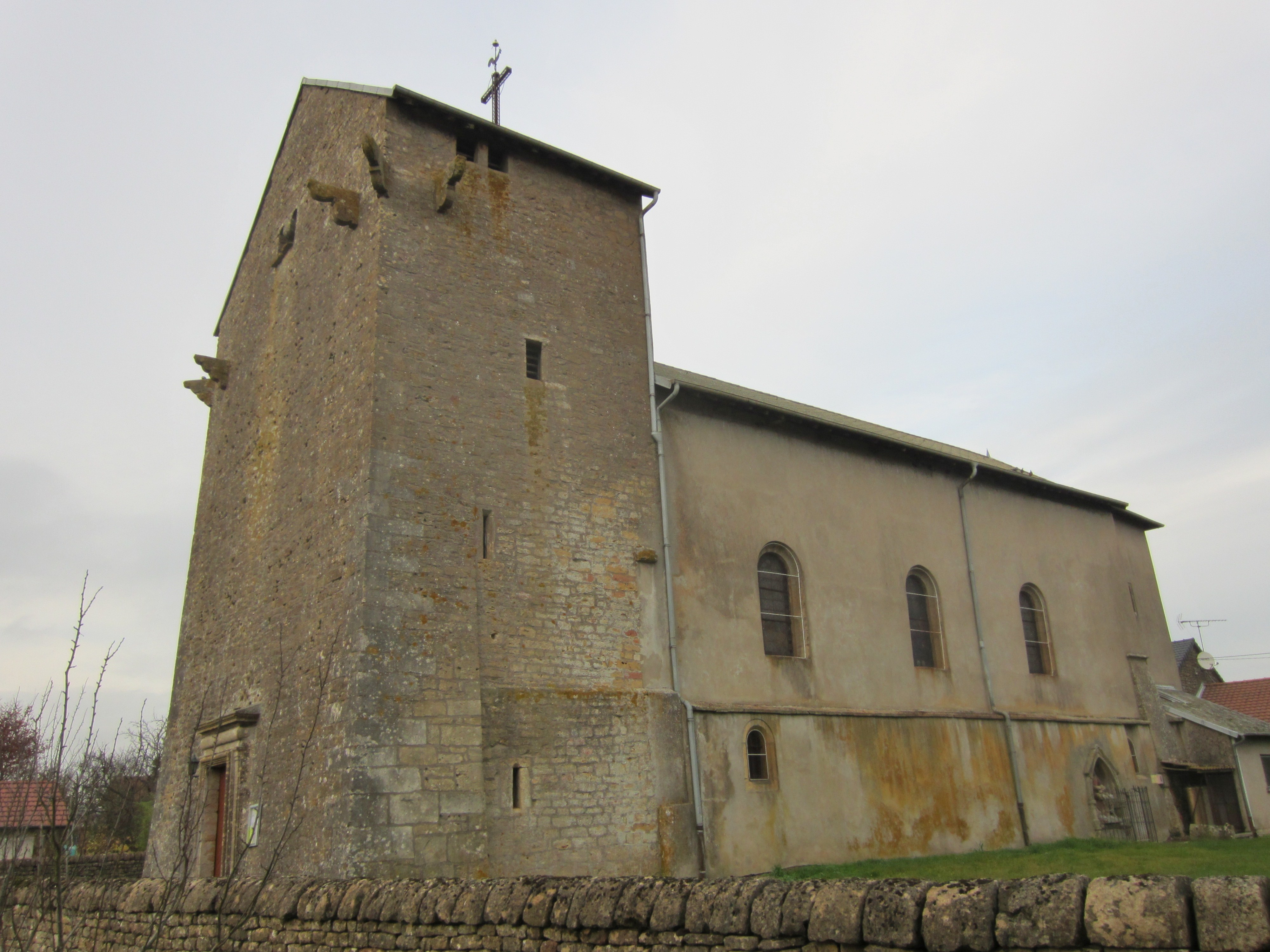
Kirche Saint-Martin

| Jahr                       | 1962 | 1968 | 1975 | 1982 | 1990 | 1999 | 2006 | 2019 |
| Einwohner                  | 223  | 222  | 192  | 193  | 170  | 196  | 177  | 141  |
| Quellen: Cassini und INSEE |      |      |      |      |      |      |      |      |

## Sehenswürdigkeiten
- Kirche Saint-Martin aus dem 12. Jahrhundert; sie birgt zahlreiche Ausstattungsgegenstände, die in der Base Palissy gelistet sind, darunter eine große Anzahl, die als Monument historique der beweglichen Objekte klassifiziert sind.